# Тваринництво України
Твари́нництво Украї́ни посідає в сільському господарстві України місце своєрідної «переробної» галузі, що переробляє продукцію рослинництва на харчові продукти і технічну сировину.

## Структура галузі
У структурі валової продукції сільського господарства, тваринництво становить понад 38 %. Основні його галузі — скотарство, свинарство, вівчарство, птахівництво. До тваринництва також належать рибництво, бджільництво та шовківництво. Загалом завдання тваринництва полягають у виробництві високоякісних продуктів харчування та цінної сировини для харчової та легкої промисловості. Виробничий процес у тваринництві механізований і сприяє переведенню галузі на промислові основу.

### Кормова база тваринництва

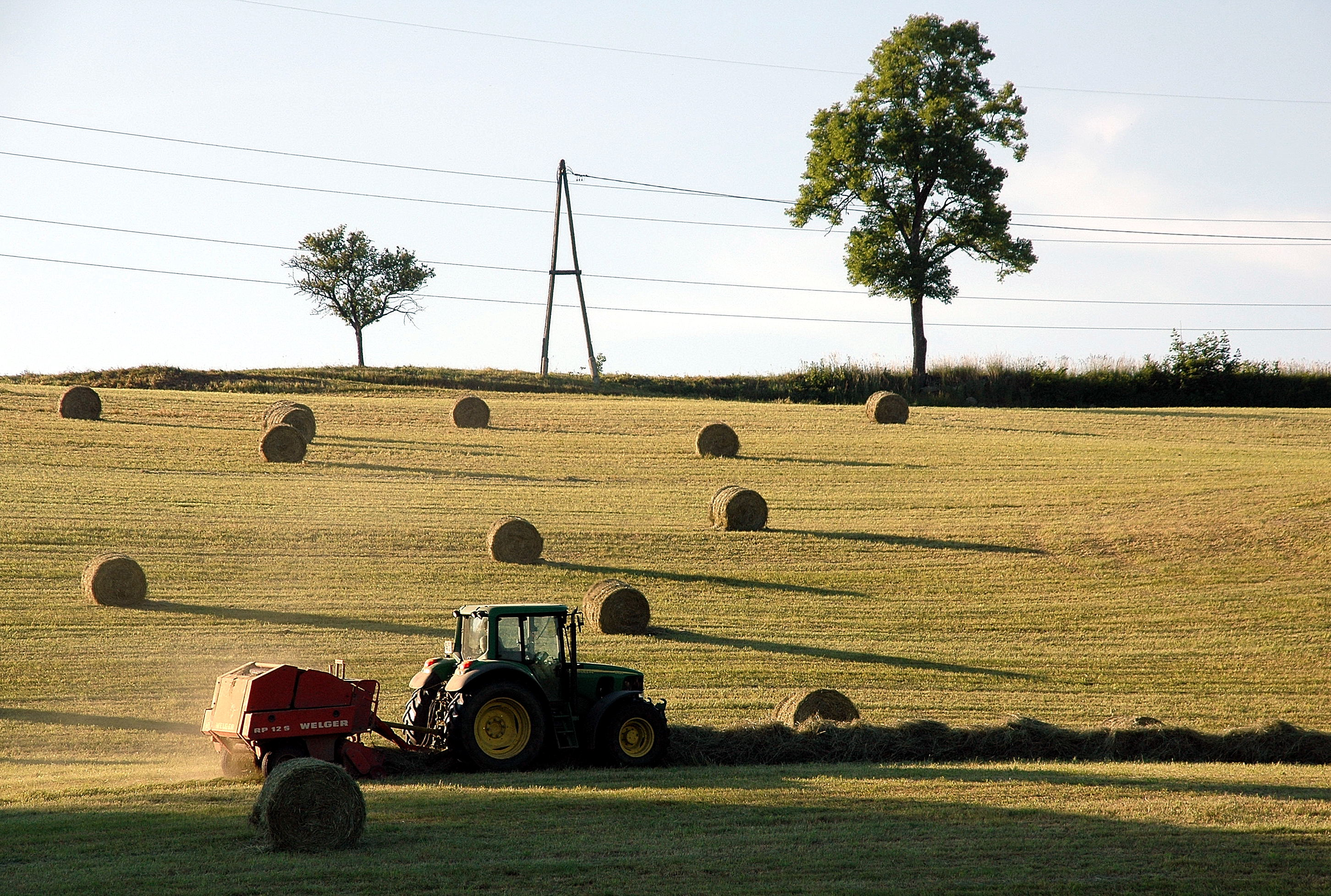
Трактор тюкує сіно на сіножаті

Розвиток тваринництва залежить від кормовиробництва. Сучасне кормовиробництво складається з:
- польового виробництва кормів — вирощування кормових і зернофуражних культур, а також використання відходів і побічної продукції зернових, технічних та інших культур;
- лучно-пасовищного виробництва кормів — пов'язане з використанням природних кормових угідь — сіножатей та пасовищ;
- промислового виробництва кормів — виробництвом комбінованих кормів зайнята комбікормова промисловість, на якій як сировину використовують зерно і продукти його переробки, а також олійної, цукрової, м'ясної, рибної промисловості.

Відходи підприємств,а саме харчової промисловості (жом, мелясу, сироватку), громадського харчування, а також харчові відходи населення використовують як корм для тварин, без додаткової переробки. У кожній області ресурси кормів мають свої особливості, і важливо їх раціональніше використовувати.
Тваринництво менш залежить від природних умов, ніж землеробство, оскільки тваринницькі комплекси можуть працювати на довізних кормах.

## Основні галузі тваринництва

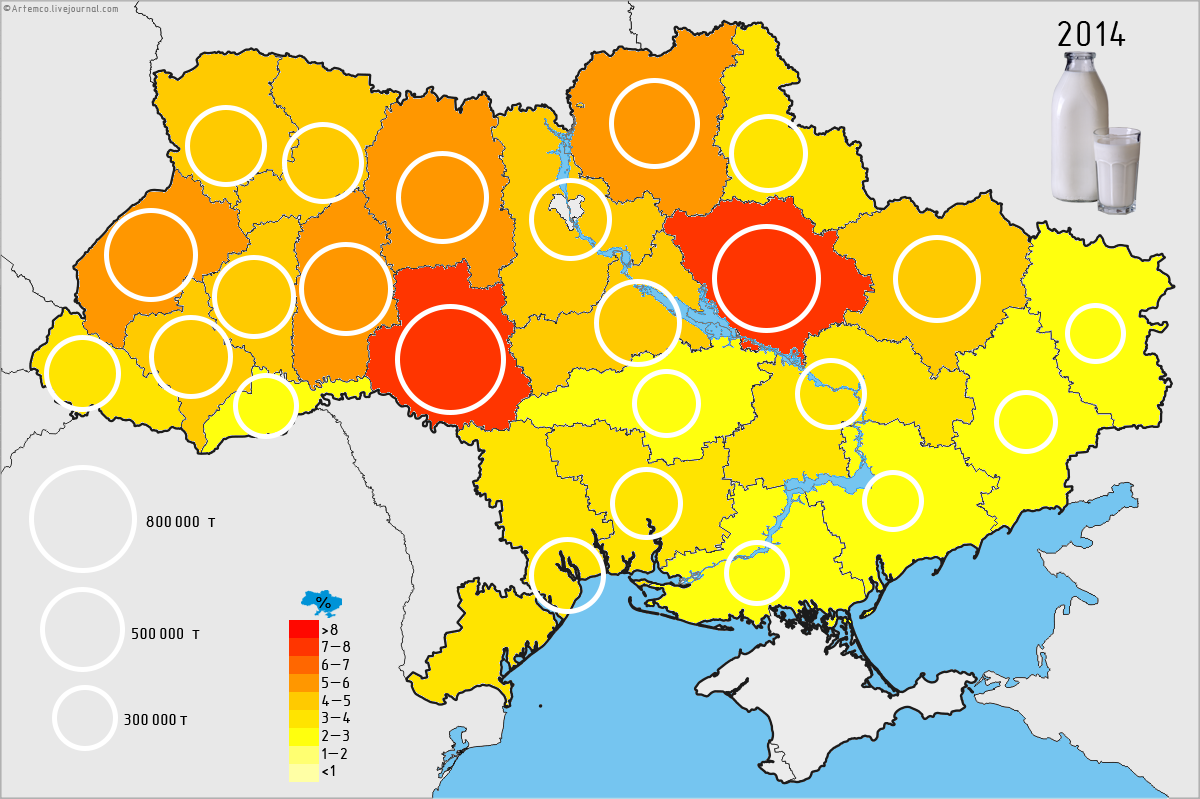
Виробництво молока, 2014
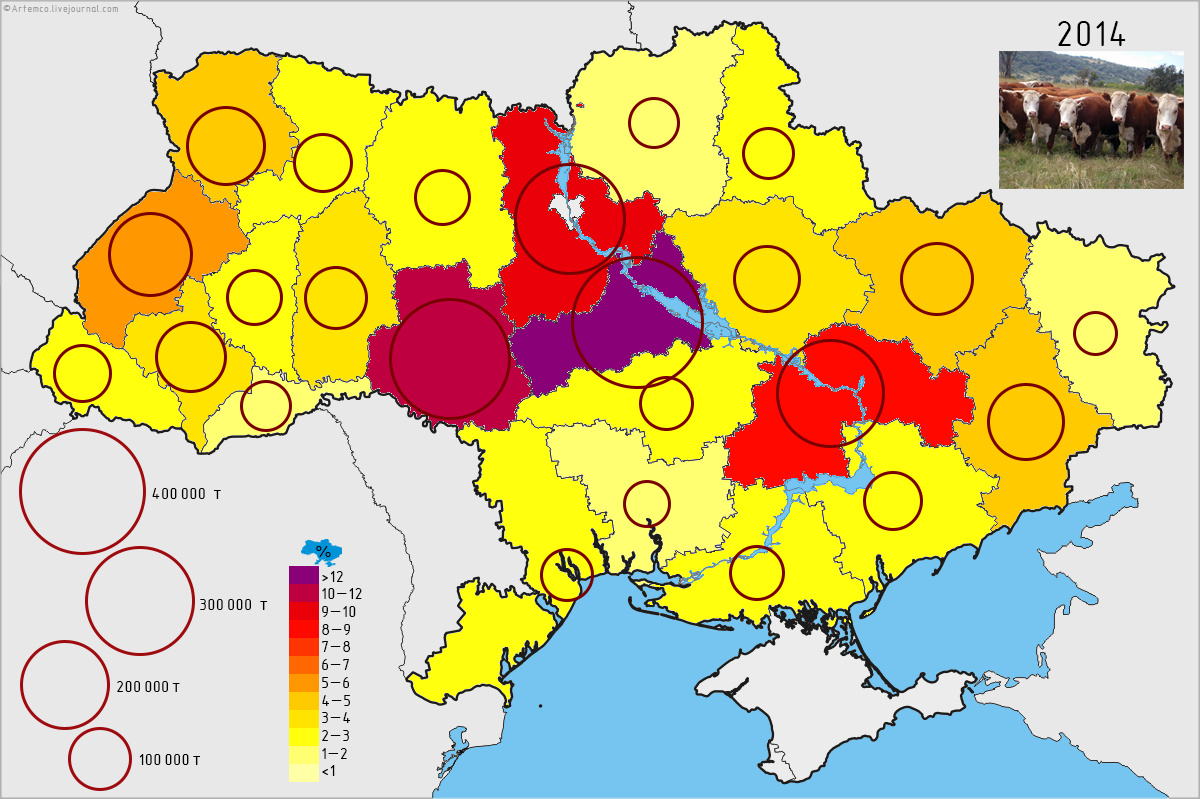
Виробництво м'яса в живій вазі, 2014
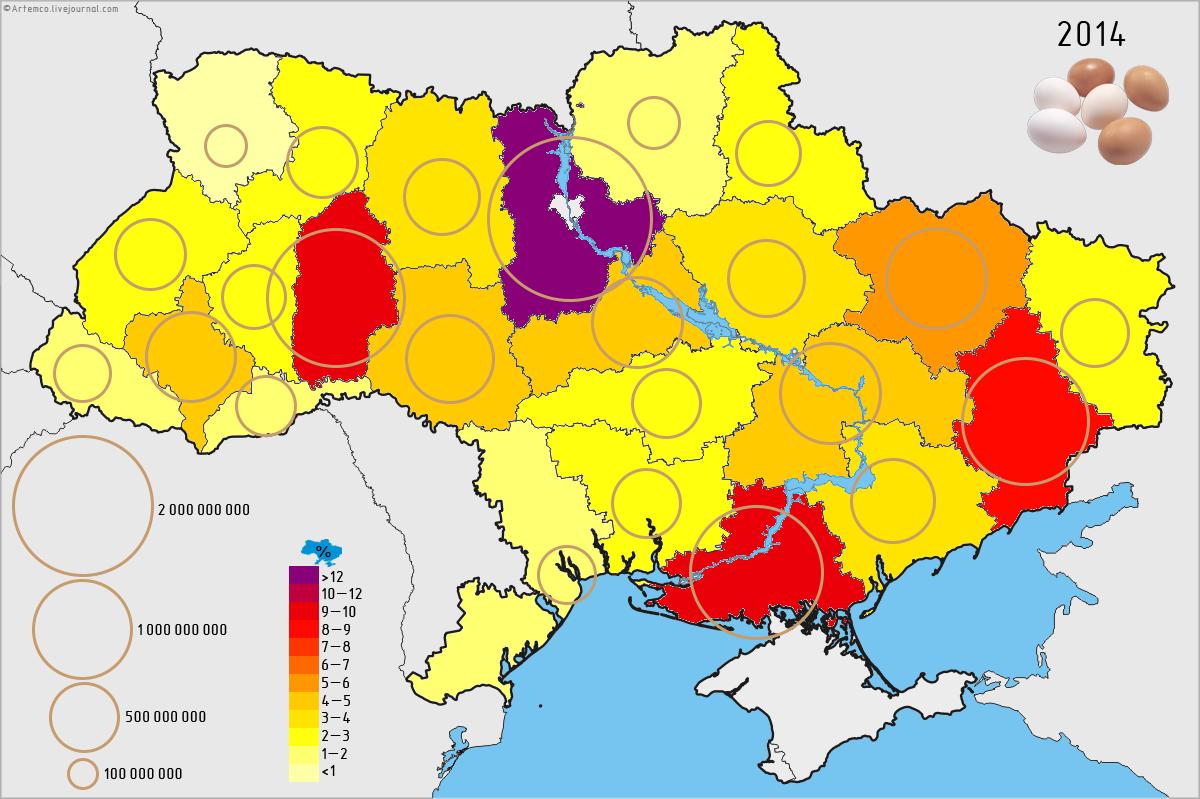
Виробництво яєць, 2014

### Скотарство
Скотарство — одна з найважливіших галузей тваринництва. Воно поширене на всій території України. Найбільше великої рогатої худоби в розрахунку на 100 га сільськогосподарських угідь — у Карпатах, лісостепу і на Поліссі, найменше — у степу.
Скотарство дає найбільший обсяг тваринницької продукції — молока і м'яса.
За співвідношенням виробленої продукції розрізняють кілька напрямків скотарства:
- молочне скотарство розвивається переважно там, де є пасовища із соковитими травами або навколо великих міст, де є значний споживач свіжого молока;
- м'ясне скотарство розвивається лише у спеціалізованих на вирощуванні молодняка господарствах, які виникли при цукрових, крохмалепатокових та спиртових заводах, відходи яких є висококалорійними кормами;
- м'ясо-молочне скотарство поширене в тих районах, де в кормовій базу переважають висококалорійні корми (степова, посушлива зона, де трави влітку висихають);
- молочно-м'ясне скотарство характерне для районів інтенсивного землеробства з високою часткою посівних площ кормових культур, а також сіножатей і пасовищ.

Загалом в Україні переважає скотарство молочно-м'ясного напряму. Створюється тваринницькі комплекси з відгодівлі великої рогатої худоби різних напрямів на промисловій основі.

### Свинарство
Свинарство — друга за значенням галузь тваринництва в Україні. Зокрема, у Донецькій області розміщено виробничі потужності найбільшого в Україні виробника охолодженої свинини — компанії АПК-ІНВЕСТ. На Поліссі свинарство базується на картоплі, але, оскільки цей корм дорогий, собівартість продукції свинарства тут вища, ніж у лісостепу.
Свинарство залежно від типів годівлі має певні виробничі напрями:
- м'ясо-сальна є провідною спеціалізацією у господарствах лісової зони та лісостепу, що базуються на картопле- і бурякоконцентратному типах годівлі;
- сальна направленість зображається у степу, де в кормах висока частка дешевих концентратів.

#### Поголів'я свиней

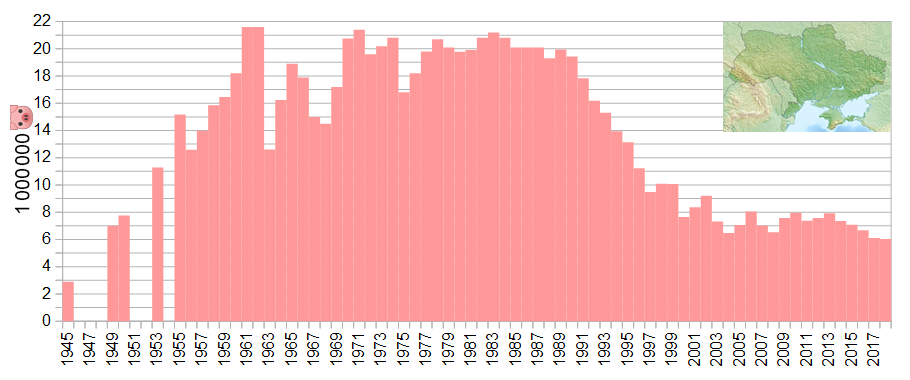
Динамика поголів'я свиней в Україні

| рік  | тисяч голів (на кінець року) |
| ---- | ---------------------------- |
| 1945 | 2888,6                       |
| 1949 | 7000                         |
| 1950 | 7765                         |
| 1953 | 14486,6, 11275,7             |
| 1955 | 15180,9                      |
| 1956 | 16934, 12590                 |
| 1957 | 13982                        |
| 1958 | 15853,8                      |
| 1959 | 16452                        |
| 1960 | 18194                        |
| 1961 | 21600                        |
| 1962 | 21600                        |
| 1963 | 12600                        |
| 1964 | 16236,3                      |
| 1965 | 18900                        |
| 1966 | 17900                        |
| 1967 | 15000                        |
| 1968 | 14500                        |
| 1969 | 16900, 17200                 |
| 1970 | 20746                        |
| 1971 | 21397                        |
| 1972 | 19600                        |
| 1973 | 20177                        |
| 1974 | 20800                        |
| 1975 | 16800                        |
| 1976 | 18200                        |
| 1977 | 19800                        |
| 1978 | 20700                        |
| 1979 | 20100                        |
| 1980 | 19783                        |
| 1981 | 19900                        |
| 1982 | 20800                        |
| 1983 | 21200                        |
| 1984 | 20800                        |
| 1985 | 20100                        |
| 1986 | 20100                        |
| 1987 | 20100                        |
| 1988 | 19300                        |
| 1989 | 19946,7                      |
| 1990 | 19426,9                      |
| 1991 | 17838,7                      |
| 1992 | 16174,9                      |
| 1993 | 15298                        |
| 1994 | 13945,5                      |
| 1995 | 13144,4                      |
| 1996 | 11235,6                      |
| 1997 | 9478,7                       |
| 1998 | 10083,4                      |
| 1999 | 10072,9                      |
| 2000 | 7652,3                       |
| 2001 | 8369,5                       |
| 2002 | 9203,7                       |
| 2003 | 7321,5                       |
| 2004 | 6466,1                       |
| 2005 | 7052,8                       |
| 2006 | 8055                         |
| 2007 | 7019,9                       |
| 2008 | 6526                         |
| 2009 | 7576,6                       |
| 2010 | 7960,4                       |
| 2011 | 7373,2                       |
| 2012 | 7576,7                       |
| 2013 | 7922,2                       |
| 2014 | 7350,7                       |
| 2015 | 7079                         |
| 2016 | 6669,1                       |
| 2017 | 6109,9                       |
| 2018 | 6025,3                       |

### Вівчарство
Вівчарство поширене, головним чином, у Карпатах та степу, особливо південному. Найрозвиненіше воно в степу та лісостепу, де є багато концентрованих кормів. За роки незалежності суттєво знизило виробництво(майже у шість разів) і було на межі абсолютної руйнації. Нині вівчарство починає відроджуватися і тому має поки допоміжне значення У степу розвивається вовняне, переважно тонкорунне і напівтонкорунне вівчарство, яке дає якісну вовну. Базується воно на дешевих пасовищних і грубих кормах. Для вівчарства використовують у степу вигони і пасовища. Вівці добре переносять посуху, холод і можуть добувати корм навіть з-під снігу завглибшки до 20 см. На Поліссі та в Карпатах переважає грубововняне, шубне вівчарство, що дає високоякісні, міцні, теплі сму́шки, з яких виготовляють кожухи.

### Птахівництво
Птахівництво розвинене в усіх регіонах. Розводять гусей, курей, індиків. Найбільшу увагу приділяють збільшенню поголів'я курей для отримання м'яса та яєць. Створено великі спеціалізовані птахофабрики поблизу великих міст, промислових та рекреаційних центрів.

## Менш поширені галузі тваринництва
Ставкове рибництво набуває дедалі важливішого значення. Розводять переважно коропа. Товарне значення має форель.
Бджільництво поширене в усіх зонах, але найкращі умови для його розвитку — на Поліссі, у широколистяних лісах та в лісостепу.
Шовківництво добре розвинуте в степових і частково в лісостепових областях.
Розвивається в Україні звірівництво. З хутрових звірів на спеціалізованих фермах і звірогосподарствах розводять сріблясто-чорну лисицю, норку, блакитного песця, нутрію.
У лісостепових і лісових областях поширене кролівництво, яке дає вдвічі більше м'яса, ніж вівчарство.

## Історія тваринництва в Україні
На українських землях тваринництво відоме вже з неоліту, коли плекали велику рогату худобу, овець, свиней і кіз, зокрема носії трипільської культури; з бронзової доби поширене конярство (особливо у степових народів, насамперед у скіфів). Значно було розвинене тваринництво за княжої доби, конярство також для військових цілей. Від 15 століття відомий вивіз волів на Захід, пізніше й до Москви; за Гетьманщини з Лівобережжя експортовано волів і овець; проте весь час тваринництво задовольняло насамперед потреби місцевого населення. Щойно з кінця 18 століття тваринництво на Південній Україні набирає ринкового характеру: експорт вовни і волів. Але після перетворення степів на орну землю вівчарство зменшилося через брак кормової бази, а волів, які добре надавалися на розорання важкої цілини, замінили коні.

## З серединиXIX століттядо1914
В українських умовах тваринництво було нерозривно пов'язане з хліборобством. Цей зв'язок був відмінний при різних системах сільського господарства. При перелоговій — худоба мала багато кормів, і тоді держали її у великій кількості; такі умови були у першій половині 19 століття на українських степах — там плекали багато овець і волів. З переходом до трипілля рівновага між цими двома галузями сільського господарства незабаром захиталася. Кормова база для свійської худоби зазнала скорочення, а разом з тим меншало й останньої; одночасно тяжко було обробити землю, бо бракувало як робочої тварини, так і гною, падала врожайність і розвиток сільського господарства гальмувався. Такий стан існував у Лісостепу, зокрема на Лівобережжі, а з 1860-х і в степу. Кількість худоби, особливо овець, зменшувалася, не лише порівняно з зростанням населення, але (у деяких районах) і в абсолютних числах. Сприятливіші умови для тваринництва створилися вдруге при системі сівозміни, бо тоді зростає кормова база і збільшується родючість ґрунту, але ця система панувала лише на Західній Україні.

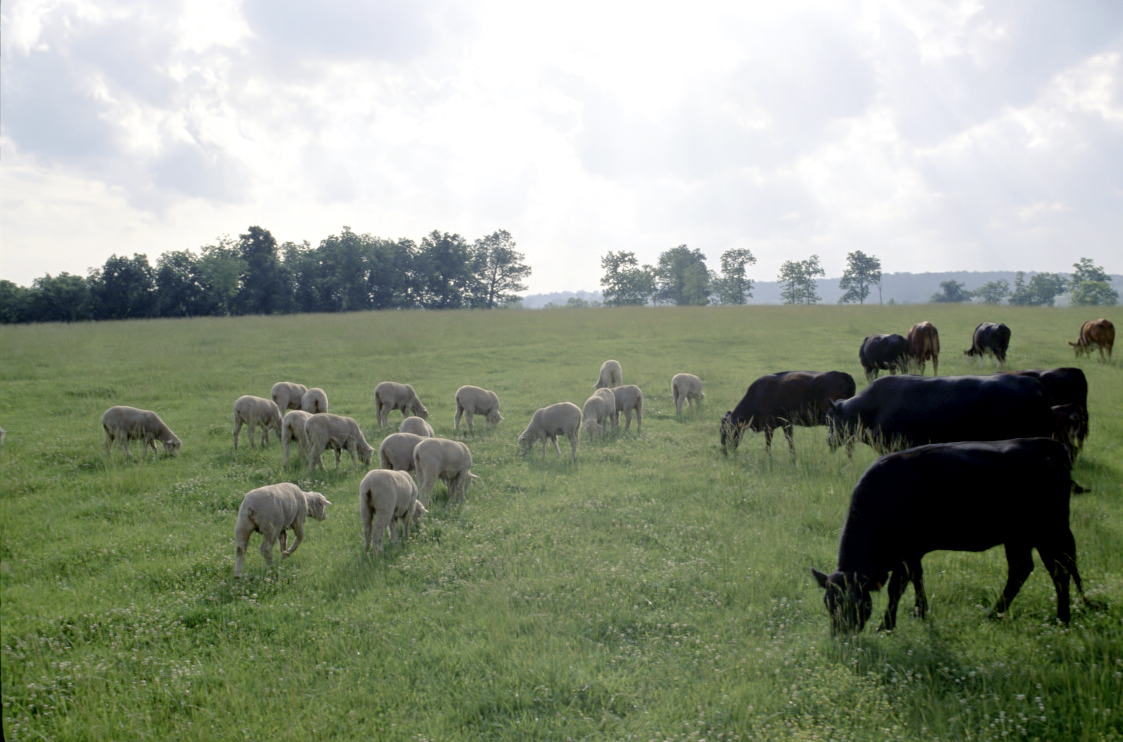
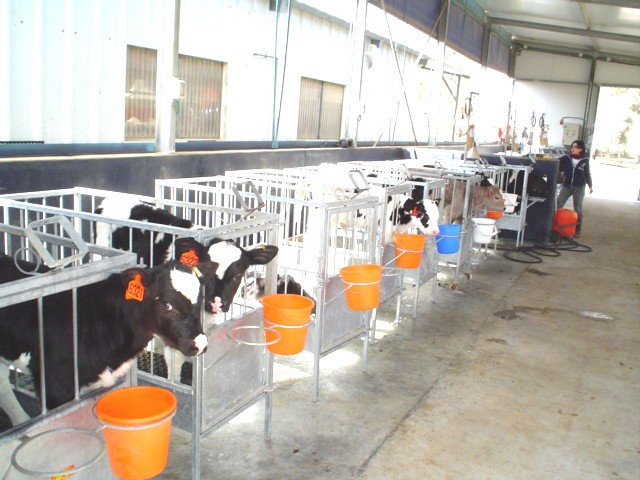
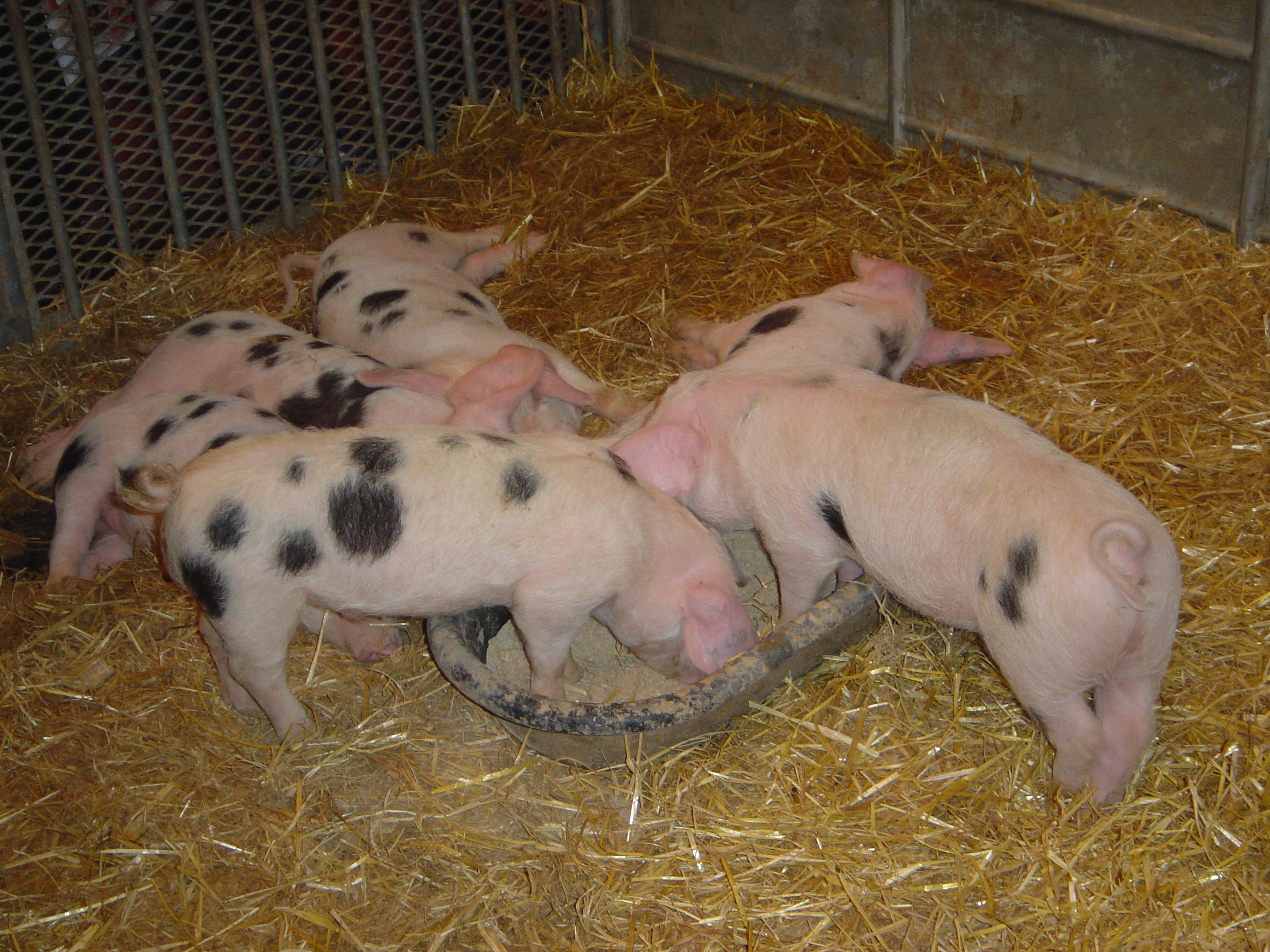
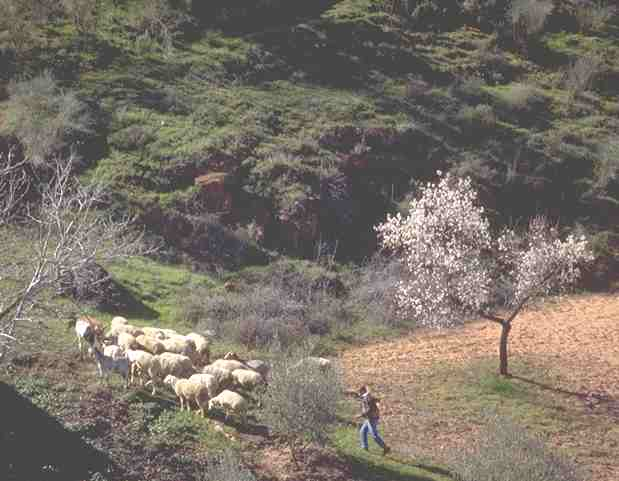

Таким чином, кормова база для худоби в Україні була недостатня, за винятком Карпат і ліс. смуги, у яких було багато сіножатей і пасовищ, та на Західній Україні, де 1/10 засівної площі займали кормові. Основним кормом для худоби були взимку сіно і солома, влітку випас на пасовищах, значно менше — овес і ячмінь; б. цукроварень відходи їх продукції (хоч переважно частину цього високоякісного корму, також макуху тощо, вивозили за кордон). Через недостачу кормів та низькопорідність українська худоба була мало молочна (у своїй масі давала 600 — 1 000 л молока на рік) і мало м'ясиста. Щойно за останні роки до першої світової війни почалося деяке покращення — на Центральних і Східних Землях завдяки праці земств, але також завдяки заходам поміщицьких господарств. Велася робота над поліпшенням худоби, насамперед поширенням найкращих рас. (див. також племінна робота).
| Динаміка поголів'я худоби на Центр, і Східних Землях за 1882 — 1912 (у млн): | Динаміка поголів'я худоби на Центр, і Східних Землях за 1882 — 1912 (у млн): | Динаміка поголів'я худоби на Центр, і Східних Землях за 1882 — 1912 (у млн): | Динаміка поголів'я худоби на Центр, і Східних Землях за 1882 — 1912 (у млн): |
| Роки                                                                         | Велика рогата худоба                                                         | Вівці                                                                        | Свині                                                                        |
| ---------------------------------------------------------------------------- | ---------------------------------------------------------------------------- | ---------------------------------------------------------------------------- | ---------------------------------------------------------------------------- |
| 1882                                                                         | 5,4                                                                          | 15,2                                                                         | 3,0                                                                          |
| 1912                                                                         | 6,5                                                                          | 6,2                                                                          | 4,2                                                                          |

Значний спад числа овець був спричинений заоранням степів та браком попиту на вовну за кордоном (див. стор. 266). Зростання поголів'я великої рогатої худоби було незначне, і воно не дотримувало кроку з зростанням населення; зростало лише поголів'я свиней. Сильне зростання поголів'я коней, які, зокрема в степах, заміняли як тяглову силу волів (наприклад, на Херсонщині зросло число коней з 329 000 у 1881 до 814 000 у 1913; на всіх Центральних і Східних Землях — 5,5 млн).

## 1914— 1941
У перші роки війни поголів'я худоби (зокрема великої рогатої) зросло на Центральних і Східних Землях у зв'язку зі збільшенням площі перелогів, труднощами експорту хліба, а тим самим і збільшенням кормової бази тваринництва. За роки воєнного комунізму воно впало (до того спричинилася й посуха 1921), знову збільшилося за НЕП-у (у зв'язку з збільшенням числа селянських господарств ) і досягло найвищого стану в 1928. Пізніше знищення селянського індивідуального господарства, спричинене колективізацією, принесло занепад тваринництва: селяни самі вирізали частину худоби, замість віддати її до колгоспів. Дальший занепад спричинило погане господарювання в колгоспах і голод 1933, так що у 1933 залишилося ледве 41% числа коней з часів перед колективізацією, 53% рогатої худоби, 40% свиней, 38% овець і кіз. З 1934 кількість свійської худоби почала зростати (на це вплинув насамперед дозвіл колгоспникам тримати свійських тварин на присадибних наділах), але ще 1940 не був досягнутий стан 1928, як це видно з табл. (УРСР у межах до 1939; в млн):
| Рік  | Коні | Рогата худоба | Свині | Вівці та кози |
| ---- | ---- | ------------- | ----- | ------------- |
| 1916 | 5,5  | 7,7           | 4,6   | 6,4           |
| 1928 | 5,5  | 8,6           | 7,0   | 8,1           |
| 1933 | 2,6  | 4,4           | 2,0   | 2,0           |
| 1936 | 2,5  | 6,1           | 6,0   | 2,3           |
| 1940 | 3,3  | 7,7           | 7,3   | 4,7           |

З 1934 радянська влада присвячувала чимраз більше уваги розбудові тваринництва в колгоспах і радгоспах: при всіх колгоспах створено (звичайно, 2 — 3) тваринницькі ферми, організовано тваринницькі радгоспи, багато зроблено для расового покращення худоби. З 1940 введено погектарний принцип поставок державі продуктів тваринництва. Про зростання питомої ваги колгоспів і радгоспів коштом приватних господарств свідчать числа: 1938 їм належало 31% великої рогатої худоби, 1941 — 49,5%; ч. для свиней: 33,8 і 49,6%, овець 60,3 і 81,7%. Решта припадала на особисті підсобні господарства колгоспників, робітників, службовців і приватних власників.

## З1941
Німецько-радянська війна і німецька окупація України спричинили втрату частини поголів'я худоби, і щойно на початку 1950-х досягнуто стану 1941. Назагал відбудова тваринництва ішла з значно більшими труднощами порівняно з іншими галузями сільського господарства, і воно щораз більше відставало від потреб усе численнішого міського населення. Незадовільна була і далі кормова база, а колгоспники не були зацікавлені матеріально в розвитку тваринництва. Ці хиби намагалися усунути ухвали пленумів ЦК КПРС (вересневого 1953, січневого 1955 й ін.) і ряд інших ухвал партії й уряду з 1965 та останньо XXIV з'їзд КПРС та КП України, які визначали напрями тваринництва. Відтоді збільшено посіви кормових культур і кукурудзи, підвищено заготівельні та закупівельні ціни на продукти тваринництва, поліпшено племінний склад тварин, виведено ряд нових цінних порід і удосконалено багато старих; збільшено інвестиції в тваринництво та імпорт кормів з закордону, піднесено технологію. Чималим поштовхом для інтенсифікації тваринництва мають бути міжгосподарські тваринницькі підприємства, число яких зросло між 1970 — 76 з 38 до 218 (28% всього СРСР).
У світлі офіційної статистики збільшилося поголів'я великої рогатої худоби і свиней, залишилося без змін (з 1953) число овець, натомість зменшилося через механізацію сільського господарства число коней та волів. В 1956 було введено податок на худобу для містян, в 1963—1965 існував податок на худобу кількістю більше однієї на одно господарство, це тимчасово знижало поголів'я. Подробиці видно з табл. (числа для УРСР у сучасних межах на 1 січня в млн):
| Роки | ВРХ, всього у тому числі | корови | Свині | Коні | Вівці та кози |
| ---- | ------------------------ | ------ | ----- | ---- | ------------- |
| 1916 | 9,1                      | 4,1    | 6,5   | 6,5  | 6,9           |
| 1928 | 9,9                      | 4,9    | 8,6   | 6,4  | 8,3           |
| 1935 | 5,1                      | 2,5'   | 3,9   | 3,7  | 2,2           |
| 1941 | 11,0                     | 6,0    | 9,2   | 4,7  | 7,3           |
| 1946 | 8,3                      | 4,3    | 2,9   | 2,0  | 3,4           |
| 1950 | 11,0                     | 5,8    | 7,0   | 4,5  | 5,8           |
| 1960 | 17,0                     | 7,7    | 16,5  | 2,0  | 11,6          |
| 1970 | 20,3                     | 8,5    | 17,2  | 1,4  | 8,7           |
| 1977 | 24,2                     | 9,0    | 18,2  | 1,0  | 8,9           |

Збільшення поголів'я худоби стосується лише колгоспів і (зокрема) радгоспів, в особистих підсобних господарствах воно зазнає невеликого, але постійного зменшення (див. табл. на стор. 2 545 і 2 722).
Ще більше від поголів'я тварин зросла їхня продуктивність: м'ясо, сало, молоко й вовна та їх заготівля:
| Види продукції                          | 1913  | 1940  | 1950  | 1955  | 1960   | 1970   | 1977   |
| --------------------------------------- | ----- | ----- | ----- | ----- | ------ | ------ | ------ |
| М'ясо і сало (в забійній вазі в тис. т) | 1 122 | 1 127 | 1 195 | 1 351 | 2 068  | 2 850  | 3 441  |
| Молоко (в тис. т)                       | 4 667 | 7 114 | 6 804 | 9 670 | 13 995 | 18 712 | 22 324 |
| Вовна (в тис. т)                        | 14,8  | 13,5  | 11,9  | 17,9  | 27,6   | 24,8   | 29,6   |
| Яйця (в млн)                            | 3 005 | 3 272 | 3 490 | 4 292 | 7 187  | 9 202  | 13 141 |

Головними галузями тваринництва України є тепер розведення великої рогатої худоби й свинарство, далі — вівчарство і птахівництво; занепало конярство. Допоміжне значення мають кролівництво, бджільництво, шовківництво, рибальство і звіроводство.
1975 на 1 000 населення припадало в Україні 488 штук великої рогатої худоби, 185 овець та 885 свиней; ч. для всього СРСР: 432, 563 і 256; число великої рогатої худоби і свиней для деяких інших країн: Польща — 390 і 626, Західна Німеччина — 233 і 327, США — 594 і 229, Данія — 605 і 1 518.
У світлі офіційної статистики зростання споживання м'яса і сала на особу населення зросло у 1960 — 75 на 43%, молока і молочних продуктів на 46%, яєць на 53%.
Участь УРСР у тваринництва всього СРСР велика: на УРСР припадає 21,5% поголів'я великої рогатої худоби та 30,8% свиней, 22,6% виробництва молока і 23,8% м'яса (1975). На особу населення вироблено 1975 57 кг м'яса і 390 кг молока (ч. для всього СРСР: 59 і 358).
Попри зростання тваринництва, забезпечення широких мас населення його продуктами не є задовільне. Чималою допомогою є колгоспний ринок, який передусім забезпечує попит міського населення на молочні продукти й яйця.
Засновником відомої в Україні наукової школи з годівлі сільсько-господарських тварин є Пшеничний Павло Дмитрович.

## Незалежна Україна
У 2018 р. виробництво м’яса у забійній вазі склало 2,3 млн т на експорт в інші країни надійшло: свинини – 4,9 тис. т; яловичина і телятина – 12,3 тис. т.

У 2018 закупили найбільше вітчизняної м’ясної продукції: Єгипет 17,1 %, Нідерланди – 14,3 %, Ірак – 8,8 %, Білорусь – 8,4 %,
Азербайджан – 7,6 %. Залишаються постійними великими імпортерами Гонконг, Німеччина, Грузія, Казахстан.

## Місце м'ясо-молочного комплексу в структурі АПК України. Його роль та значення
Агропромисловий комплекс — один з найбільших i найважливіших секторів економіки України. Від рівня розвитку, стабільності його функціонування залежить стан економіки і продовольча безпека держави, розвиток внутрішнього і зовнішнього ринків, матеріальний рівень життя населення.
Агропромисловий комплекс — складова структурна частина господарського комплексу України. Він повинен являти собою структурно завершену, збалансовану, зінтегровану, взаємозв'язану, високоефективну систему, здатну повністю забезпечити населення продуктами харчування, а зовнішню торгівлю — експортними товарами. Основною складовою агропромислового комплексу є сільське господарство. Другою його важливою галуззю є харчова і переробна промисловість. До неї належать галузі і підгалузі харчової промисловості (борошномельно-круп'яної, хлібопекарської, плодоовочево-консервної, цукрової, олійно-жирової, виноградарсько-виноробної, м'ясо-молочної, рибної та інших галузей). Третьою складовою частиною агропромислового комплексу є галузі промисловості, що виробляють для сільського господарства і харчової промисловості основні засоби виробництва.
Гармонійний і збалансований розвиток складових агропромислового комплексу базується на тісних технологічних, економічних і організаційних зв'язках між ними.
Агропромисловий комплекс України за виробничою ознакою складається з двох великих підкомплексів продовольчого і непродовольчого. Кожний із них має свою сировинну базу, галузі промисловості з переробки сировини, економічні зв'язки, ринки збуту продукції, але є основною складовою частиною агропромислового комплексу.
Аналізуючи структуру АПК України, можна зробити висновки щодо місця в ній м'ясо-молочного комплексу. Складовою частиною АПК є продовольчий комплекс, який включає такі підкомплекси: зернопродуктовий, картоплепродуктовий, цукробуряковий, плодо-овочеконсервний, виноградно-виноробний (рослинництво), м'ясний, молочний, олійно-жировий (тваринництво). Проблеми розвитку продовольчого комплексу зумовлені передусім нестабільністю землеробства, зокрема коливанням погодних умов.
Тваринницький комплекс — один із найважливіших структуризованих, збалансованих і економічно розвинених. Він охоплює сукупність цілих галузей сільськогосподарського виробництва, харчової і переробної промисловості, які займаються виробництвом і переробкою продукції тваринництва. Він являє собою великий комплекс галузей, що виробляють високопоживні, калорійні і дієтичні продукти харчування (м'ясо, молоко, яйця) та цінну сировину (вовну, шкіри, хутро та інші види продукції). Отже, розвиток тваринництва є однією із вирішальних умов підвищення матеріального і культурного рівня життя народу.
Промисловою ланкою комплексу є різні галузі харчової і переробної промисловості, які у взаємозв'язку з галузями тваринництва утворюють спеціалізовані тваринницько-продуктовий комплекс.
Здебільшого розміщення і спеціалізація тваринництва зумовлені потребами населення, а також транспортабельністю продуктів. Водночас окремі галузі тваринництва прив'язані до м'ясної, м'ясомолочної, цукрової, спиртової, крохмале-патокової промисловості.
М'ясопромисловий підкомплекс — це один із найпотужніших спеціалізованих комплексів, формування якого зумовлено наявністю великої кількості поголів'я продуктивної худоби та птиці, призначеного для забою, високим рівнем розвитку м'ясо переробної промисловості, допоміжних та обслуговуючих галузей. У структурі умовного поголів'я продуктивної худоби переважає велика рогата худоба, значно менша частина свиней, овець, птиці.
Молочно-промисловий комплекс формується на базі розвитку молочного і молочно-м'ясного скотарства. Виробництво молока і молочних продуктів -один із важливих напрямів спеціалізації тваринницько-продуктового комплексу України.
Молокопереробна галузь загалом є однією з галузей, що найдинамічніше та найстабільніше розвиваються: щорічний приріст ринку молока та молочних продуктів оцінюється на рівні 10-12% упродовж останніх років. Ємність цього ринку, залежно від оцінок, коливається в межах від 2,8 до 3 млрд гривень за оцінками 2007 року.
У молочному і молочно — м'ясному скотарстві формується спеціалізовані господарства з товарного виробництва молока, розведення племінної молочно-репродуктивної худоби, вирощування племінних; корів-первісток тощо. Складовою частиною комплексу є польове і лукопасовищне кормовиробництво, комбікормова і мікробіологічна промисловість.
Молочна промисловість — складова функціональна ланка молочнопромислового комплексу, її основні галузі маслопереробна, сироробна, виробництво сухого молока і молочних консервів тяжіють до сировинних зон, в виробництві на продаж незбираного молока до споживача. Майже 1/3 молока споживається у вигляді незбираномолочної продукції, решта переробляється на масло та інші молочні продукти. Важливим напрямком спеціалізації молочної галузі є маслоробний.
Оскільки протягом всього історичного періоду розвитку суспільства виробництво м'яса було і сьогодні залишається однією з провідних галузей сільського господарства, можна сказати, що м'ясопродуктовий підкомплекс має не тільки велике соціально-економічне, а організаційно-технологічне й політичне значення для національної економіки України. М'ясопродуктовий підкомплекс є водночас потужним джерелом розвитку тваринництва і побічних галузей, зокрема рослинництва, комбікормової, біохімічної, ветеринарної, переробної і харчової.
Також беззаперечною є важливість молокопродуктової галузі в агропромисловому комплексі України. На одному боці важелів стоїть трудомісткість молочного скотарства, на іншому — необхідність забезпечення населення молочними продуктами, а переробні підприємства — сировиною.
Молокопродуктовий підкомплекс складається з виробництва, заготівлі, переробки молока та реалізації молочної продукції. Але економічні відносини в системі «виробництво-переробка молока» були складними і раніше, а в сучасних умовах вони ще більше потребують розвитку та вдосконалення.
Виробництво деяких видів продукції тваринництва:

М'яса всіх видів:
- 1991 — 4,1 млн т
- 1997 — 1,9 млн т
- 2001 — 2,3 млн т
- 2007 — 2,8 млн т
- 2012 — 3,1 млн т

Молока:
- 1991 — 22,7 млн т
- 1997 — 13,7 млн т
- 2001 — 13,4 млн т
- 2007 — 12,3 млн т
- 2012 — 11,4 млн т